# Deskanje
Deskanje je izraz, ki ga uporabljamo za dve vrsti športov, deskanje na vodi (tudi »surfanje«), in deskanje na snegu (tudi »bordanje«). Je zelo ekstremen šport, predvsem snežna različica, saj se največji ekstremisti podajajo v razne skoke čez prepade, deskanje iz 2000+ m visokih ledenik-ov in podobno.